# Captain Tsubasa
Captain Tsubasa (キャプテン翼, Kyaputen Tsubasa?)  är en mangaserie av Yoichi Takahashi, ursprungligen publicerad 1981-1988. Serien blev sedermera även animeserie, vilken under 1994-1995 sändes i Sverige.